# Jesús Díaz
Jesús Díaz Rodríguez (ur. 1941 w Hawanie, zm. 3 maja 2002 w Madrycie), kubański pisarz, dramaturg i reżyser filmowy.
Początkowo zwolennik rewolucji kubańskiej, później jego sympatia do komunistycznego systemu malała - w 1991 ze względów politycznych wyjechał z ojczystej wyspy. Założyciel i redaktor cenionych czasopism, tak na Kubie jak i na emigracji. Wykładał w szkołach filmowych w kilku krajach, pisał scenariusze oraz reżyserował - najbardziej znany z jego filmów to Lejanía z 1985.
W Polsce ukazała się powieść Díaza - Opowiedz mi o Kubie (Dime algo sobre Cuba), tragikomiczny obraz codziennego życia w reżimie Fidela Castro. 